# بربادرفته (فیلم ۱۳۳۳)
بربادرفته نام فیلمی ۱۶ میلیمتری به کارگردانی سرژ آزاریان است. این فیلم سیاه و سفید محصول کشور ایران و تولید سال ۱۳۳۳ است.
سرژ آزاریان در سال ۱۳۳۳ در عرض دو ماه این فیلم ۱۶ میلی‌متری را در استودیو طلوع ساخت. فیلم را واهاک فیلمبرداری کرد و تهیه‌کنندهٔ آن تقوی بود. گرگین‌زاده نیز آهنگ‌های آن را تنظیم نمود. بازیگران برباد رفته سارنگ، صبوحی، شهپر، پردیس، پروین، سعید و رامز بودند. این فیلم از روز ۷ تیر ۱۳۳۳ به مدت سه هفته در سینما پارک نمایش داده شد.